# Erik Nerep
Erik Ülo Werner Nerep, född 1951, är en svensk ekonom och professor i rättsvetenskap vid Handelshögskolan i Stockholm.
Erik Nerep var professor i rättsvetenskap 1987-1992, innehade Torsten och Ragnar Söderbergs professur i svensk och internationell handelsrätt 1992-1998 och är sedan 1998 professor i svensk och internationell handelsrätt vid Handelshögskolan i Stockholm.

## Utmärkelser
- 3:e klass av Vita stjärnans orden (september 1995)[3]